# Saint-Martin-aux-Arbres
Saint-Martin-aux-Arbres là một xã thuộc tỉnh Seine-Maritime trong vùng Normandie miền bắc nước Pháp.

### Huy hiệu
| Arms of Saint-Martin-aux-Arbres | The arms of Saint-Martin-aux-Arbres are blazoned: Gules, St. Martin on horseback dividing his cloak with an upright beggar to sinister Or, and on a chief argent, 3 trees vert. |

## Dân số
| 1962                                            | 1968 | 1975 | 1982 | 1990 | 1999 | 2006 |
| ----------------------------------------------- | ---- | ---- | ---- | ---- | ---- | ---- |
| 238                                             | 243  | 230  | 218  | 287  | 283  | 302  |
| Starting in 1962: Population without duplicates |      |      |      |      |      |      |